# Richard Julius Petri

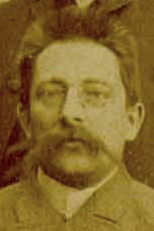
Richard Julius Petri, um 1888

Richard Julius Petri (* 31. Mai 1852 in Barmen; † 20. Dezember 1921 in Zeitz) war ein deutscher Bakteriologe. Während seiner Arbeit bei Robert Koch erfand er 1887 die nach ihm benannte Petrischale.

## Leben
Petri studierte 1871–1875 in Berlin am Medicinisch-chirurgischen Friedrich-Wilhelms-Institut Medizin und wurde 1872 im Pépinière-Corps Suevo-Borussia recipiert. Er war für kurze Zeit als Militärarzt tätig. In Görbersdorf war er 1882–1885 als Assistent von Hermann Brehmer an dessen Heilstätte für Lungenkranke tätig. 1886 ging er an das von Robert Koch geleitete Institut für Bakteriologie. Im selben Jahr wurde er zum Kustos am Hygienemuseum der Friedrich-Wilhelms-Universität zu Berlin berufen. 1887 stellte Petri die später nach ihm benannte Petrischale der Forschungswelt vor. Er verbesserte auch zahlreiche Arbeitsverfahren und Gerätschaften für den medizinischen Gebrauch, darunter einen Sandfilter und Versandgefäße für Stuhl- und Urinproben. 1889 wurde Petri Regierungsrat am Kaiserlichen Gesundheitsamt und Leiter eines bakteriologischen Labors. Im Jahr 1900 ging er mit dem Titel eines Geheimen Regierungsrates in den vorzeitigen Ruhestand und übernahm für drei Jahre die Leitung der Brehmerschen Heilanstalt in Görbersdorf.
Petri war Freimaurer und von 1880 bis 1892 Mitglied der Loge Zum Todtenkopf und Phoenix in Königsberg i. Pr.

## Werke
- Versuche zur Chemie des Eiweissharns. 1876.
- Apparat zur Bestimmung des Wassergehalts in der Milch durch Destillation im Vacuum. 1880.
- Eine kleine Modification des Koch’schen Plattenverfahrens. 1887
- Über die Methoden der modernen Bakterienforschung, in: Sammlung gemeinverständlicher wissenschaftlicher Vorträge 1887.
- Die Gefährlichkeit der Carbon-Natron-Oefen. 1889.
- Gewerbehygiene. 1890.
- Versuche über die Verbreitung ansteckender Krankheiten, insbesondere der Tuberkulose, durch den Eisenbahnverkehr und über die dagegen zu ergreifenden Maßnahmen. 1893.
- Das Mikroskop. Von seinen Anfängen bis zur jetzigen Vervollkommnung. 1896.[7]
- Zur Beurteilung der Hochdruck-Pasteurisir-Apparate, zum Nachweis in Butter und Milch. 1897.